# Südwestfälische Handelsgesellschaft der Verbraucher
Die SVA Südwestfälische Handelsgesellschaft der Verbraucher AG war eine Handelsgesellschaft, die zuletzt zur AVA AG gehörte. Die Aktiengesellschaft, die aus der Co op Südwestfalen eG hervorging, betrieb Supermärkte, vor allem im Sauer- und im Siegerland.

## Geschichte

### Entwicklung als Konsumgenossenschaft (–1988)
Nach der Gründung der Konsumgenossenschaft übernahm man mehrere andere Genossenschaft. Gemäß der Verschmelzungsverträge vom 15. Oktober 1973 bzw. vom 2. November 1975 übernahm man die Konsumgenossenschaft Giershagen eG aus Giershagen, die CO OP Heringhausen Konsumgenossenschaft eG aus Heringhausen und die Co op Warstein Konsumgenossenschaft eG aus Warstein. Die außerordentliche Vertreterversammlung beschloss die Übernahme am 8. Dezember 1973. Gleiche Versammlung beschloss am 7. Dezember 1974 eine weitere Übernahme. So wurde die CO OP Sichtigvor Konsumgenossenschaft eG aus Sichtigvor gemäß Verschmelzungsvertrag vom 30. April 1974 übernahm. Weitere Übernahme folgten zu Beginn der 1980er-Jahre. Die co op Gummersbach eG i.L. aus Gummersbach wurde, nach der außerordentlichen Vertreterversammlung vom 7. Februar 1981 und dem Verschmelzungsvertrag vom 21. bzw. 22. Januar 1981 übernommen. Die ordentliche Vertreterversammlung vom 23. April 1983 stimmte dem Verschmelzungsvertrag vom 15. bzw. 23. April 1983 zu und ebnete so den Weg zur Übernahme der CO OP Konsumgenossenschaft Hoppecke und Umgebung eG aus Brilon. Am 13. Oktober 1988 trafen sich der Vorstand und Aufsichtsrat der Genossenschaft, um 17.445 Genossen auszuschließen. Als Gründe wurde u. a. die postalische Unerreichbar jener Genossen angegeben.

### Entwicklung als Aktiengesellschaft (1989–1999)
Aus der Co op Südwestfalen eG wurde zum 31. August 1989 die SVA, es fand ein Rechtsformwechsel von der Konsumgenossenschaft zur Aktiengesellschaft statt. Der Sitz verblieb in Plettenberg. Die Satzung der Gesellschaft wurde am 24. Juni 1989 festgestellt. Hintergrund der Umwandlung war zum einen die aus Sicht der Gesellschaft veraltete Rechtsform der Genossenschaft, zum anderen der nach dem co op-Skandal nicht mehr tragbare Name Co op. Zum Ende des Folgejahres betrieb man 62 Supermärkte, konnte einen Umsatz von rund 150 Millionen Mark und 1.600 Anleger aufweisen. Zuvor gehörte die Gesellschaft rund 30.000 Genossen. 1994 betrieb man 53 Filialen und erwirtschaftete einen Umsatz von mehr als 162 Millionen Mark. Im gleichen Jahr beteiligte sich die AVA AG mehrheitlich an der SVA. Am 1. Juli 1996 beschloss die Hauptversammlung die Sitzverlegung nach Bielefeld, zum Sitz der AVA AG. Im Geschäftsjahr setzen alle Supermarktgesellschaften der AVA (Bayerische Warenhandelsgesellschaft der Verbraucher in Nürnberg, allfrisch, Helco und SVA, alle drei in Bielefeld sowie allfrisch Süd und Preisfux, beide in Stuttgart) gemeinsam 2,3 Milliarden Mark um und beschäftigten insgesamt 8.700 Mitarbeiter. Zum 1. Juli 1998 verkaufte die AVA AG die SVA mit dessen 23 Filialen an die Bremke & Hoerster-Tochter Combi Selex Lebensmittel. Die Märkte wurden auf Combi umgeflaggt. Das Unternehmen wurde zum 6. Januar 1999 offiziell aus dem Handelsregister gelöscht.

## Sonstiges
Die Konsumgenossenschaft Dortmund-Kassel versuchte mehrfach die kleinere Genossenschaft co op Südwestfalen eG zu übernehmen, dies gelang jedoch nicht.